# Zambiai média
Az országban a többpártrendszer bevezetése óta viszonylag egyszerű alapítani újságot vagy televíziót.
Zambiában egy hírszolgálati iroda, 4 televízióállomás, 8 rádióállomás, 3 napi-, 5 heti- és 5 havilap van.

## Hírszolgálati iroda
A Zambia News Agency-t (ZANA) 1969-ben alapították, állami tulajdonú. Székhelye Lusaka, de a régiókban is megtalálhatóak: Kabwe, Ndola, Mansa, Kasama, Chipata, Livingstone, Mongu, Solwezi városokban.

## Televízió
- Zambia National Broadcasting Corporation (ZNBC) egy állami televízió. Székhelye Lusakában van. Elnöke Peter Nangula.
- MUVI TV egy magántelevízió, amely holland (Dutch NOS Jeugdjournaal) és dél-afrikai partner (South African public station SABC) segítségével működik.
- Cable and Satellite Television (CASAT) egy előfizetős televízió, amelynek 1300 előfizetője van. Elnöke Fridah Mudenda.
- Trinity Broadcasting Corporation egy keresztény televízió, amelynek a székhelye Amerikában van.

## Rádióadók
- Radio 1, 2, 4 a ZNBC része. 4 adója angol, 1 adója helyi nyelveken, 2 angol és a helyi nyelveken sugároz. Székhelye Lusakában van.
- Radio Phoenix egy magánrádió, amelynek a székhelye Kabwe-ban van. Angol nyelvű. Az elnöke Errol Hickey. A rádió 1997. szeptember 2-án alakult és 2001 augusztusában megvonták a működési engedélyét.
- Radio QFM egy magánrádió, amely Lusakában van és zenesugárzással foglalkozik.
- Radio Choice egy lusakai adó, amelynek elnöke Lusubilo Gondwe.
- Radio 5FM egy magánrádió
- Radio Yatsani egy katolikus magánrádió, amely Lusakában székel. Szerkesztője Janet Fearns nővér.
- Radio Christian Voice egy keresztény magánrádió, amely rövidhullámon sugároz. Kapiri Mposhiban székel.
- Radio Icengelo egy katolikus magánrádió, amely Kitwében és Copperbeltben sugároz. Szerkesztője Don Spicer.

## Napilapok
- Times of Zambia az ország legnagyobb napilapja. A hétköznapokon jelenik meg angol nyelven. Címe: Kabelenga Avenue, P. O. Box 70069, Ndola. Főszerkesztője Emmanuel Nyirenda.
- Zambia Daily Mail angol nyelvű napilap, amely hétköznapokon jelenik meg. Címe: P.O. Box 31421, Lusaka. Főszerkesztője Charles Kakoma.
- The Post angol nyelvű napilap, amely hétköznapokon jelenik meg. Péntekenként hétvégi mellékletet is tartalmaz. Címe: 36 Bwinjimfumu Road Rhodespark, P/Bag E352, Lusaka. Főszerkesztője Fred M'membe.

## Hetilapok
- Sunday Times of Zambia angol nyelven megjelenő hetilap. A Times of Zambia vasárnapi kiadása. Címe: P. O. Box 30394, Lusaka. Főszerkesztője Arnold Kapelembi.
- Sunday Mail a Zambia Daily Mail hétvégi kiadása. Az újság angol nyelvű ill. állami tulajdonú. Címe: P.O. Box 31421, Lusaka. Főszerkesztője Nebat Mbewe.
- Financial Mail a Zambia Daily Mail hétvégi kiadása. 2 hetente jelenik meg angol nyelven. Címe: P.O. Box 31421, Lusaka. Főszerkesztője Bestone Ngonga.
- National Mirror egy keresztény 2 hetente megjelenő újság.
- Monitor egy független 2 hetente megjelenő angol nyelvű újság. Címe P.O. Box 31145, Lusaka. Főszerkesztője Ngande Mwanajiti.

## Havilapok
- The Zambian egy elektronikus havilap, amely nemzeti tudósításokat ad.
- Profit egy angol nyelvű havilap. Címe: P. O. Box 32104, Lusaka. Főszerkesztője David Simpson.
- Icengelo egy angol és bemba nyelven megjelenő havilap. Címe: P.O. Box 71581, Ndola. Főszerkesztője Davoli Umberto atya.
- The Zambia Farmer egy angol nyelvű havilap. Címe: P.O. Box 30395, Lusaka. Főszerkesztője Kali Muluzi.
- Zambezi Times egy elektronikus havilap. Híreket szolgáltat.